# Joshua Nieto
Joshua Franshua Nieto Matamoros (Tegucigalpa, 3 de septiembre de 1994) es un futbolista hondureño que actualmente juega para el Platense, de la primera división de su país.

## Trayectoria
Se formó en un pequeño club llamado "Chito Reyes", que luego pasó a ser llamado "Real España Capitalino", durante 8 años. A los 13, luego de quedar campeón varias veces en ese club, se fue al equipo "Club Deportivo Motagua", donde jugó en categorías Liga Mayor, 2 División, Reservas de Motagua y la primera división del fútbol profesional hondureño.
En enero del 2017 firmó contrato con Platense por 2 años.

## Selección nacional
Participó con la Selección Nacional de Honduras en las categorías Sub-17, Sub-20 y Sub-23: 
- Pre pre mundial en Guatemala 2010 y pre mundial en Jamaica 2011

- Pre pre mundial Sub-20 en Honduras

- Pre Pre Olímpico en Guatemala en 2015, logrando convertirse en figura y anotando 2 goles que dieron la clasificación a los hondureños al Pre Olímpico en Estados Unidos. Posteriormente clasificaron también a Río 2016.

## Clubes
| Club                   | País     | Año         |
| ---------------------- | -------- | ----------- |
| Club Deportivo Motagua | Honduras | 2012 - 2016 |
| Platense Fútbol Club   | Honduras | 2016 - 2021 |
| Real de Minas          | Honduras | 2021 - 2022 |
| Platense Fútbol Club   | Honduras | 2022 - 2023 |
| Real Sociedad          | Honduras | 2023 -      |

## Palmarés
Campeonatos nacionales 
| Título          | Club    | País     | Año  |
| --------------- | ------- | -------- | ---- |
| Torneo Apertura | Motagua | Honduras | 2014 |
| Torneo Apertura | Motagua | Honduras | 2016 |